# Pachyschelus kaszabi
Pachyschelus kaszabi es una especie de escarabajo joya del género Pachyschelus, familia Buprestidae. Fue descrita científicamente por Apt en 1954.